# Sawica (jezioro)
Sawica (d. Sazica lub Sazickie Jezioro, niem. Heid See, Sawitz See) – jezioro w woj. warmińsko-mazurskim, w pow. szczycieńskim, w gminie Pasym i gminie Szczytno, na pograniczu Pojezierza Olsztyńskiego i Pojezierza Mrągowskiego.
Powierzchnia zwierciadła wody według różnych źródeł wynosi od 25,0 ha 26,7 ha (bez północnej części 16,5 ha).
Zwierciadło wody położone jest na wysokości 133,0 m n.p.m.
Jezioro hydrologicznie otwarte poprzez cieki:
- na południu wypływa rzeka Sawica, która następnie wpływa do jeziora Natać
- na północy wpływa ciek z jeziora Kiełbrak Wielki

Wąskie i mocno wydłużone jezioro z osią północny zachód - południowy wschód. Brzegi dość wysokie, miejscami strome. Otacza je las i niewielkie obszary pól uprawnych. U północnego krańca leżą mokre łąki, przy południowym osiedle Sawica. Typ linowo-szczupakowy, średnio zasobny w ryby. Jezioro znajduje się na obszarze Natura 2000.
Dojazd ze Szczytna: droga krajowa nr 58.